# Архангельский сельсовет (Гафурийский район)
Архангельский сельсове́т — упразднённая в 2008 году административно-территориальная единица и сельское поселение (тип муниципального образования) в составе Гафурийского района. Почтовый индекс — 453075. Код ОКАТО — 80221804000. Объединён с сельским поселением Табынский сельсовет.

## Состав сельсовета
село Архангельское, деревни Ахметка, Героевка, Победа.

## История
Закон Республики Башкортостан от 19.11.2008 N 49-з «Об изменениях в административно-территориальном устройстве Республики Башкортостан в связи с объединением отдельных сельсоветов и передачей населённых пунктов», ст.1 п. 17) а) гласил:

 "Внести следующие изменения в административно-территориальное устройство Республики Башкортостан:
 по Гафурийскому району:

 объединить Табынский и Архангельский сельсоветы с сохранением наименования «Табынский» с административным центром в селе Табынское.
Включить село Архангельское, деревни Ахметка, Героевка, Победа
Архангельского сельсовета в состав Табынского сельсовета.

Утвердить границы Табынского сельсовета согласно представленной схематической карте.

Исключить из учётных данных Архангельский сельсовет
На 2008 год граничил с Аургазинского район, с муниципальными образованиями: Бурлинский сельсовет, Табынский сельсовет, Белоозерский сельсовет («Закон Республики Башкортостан от 17.12.2004 N 126-з (ред. от 19.11.2008) „О границах, статусе и административных центрах муниципальных образований в Республике Башкортостан“»).